# Kia Pregio
Kia Pregio var en varebil, som den sydkoreanske bilfabrikant Kia introducerede på hjemmemarkedet i 1996. Modellen afløste Kia Besta, som var baseret på Mazda Bongo III. Kia samarbejdede frem til midten af 1990'erne med Mazda, hvorfor tidlige bilmodeller fra Kia var baseret på Mazda-modeller. På det sydkoreanske hjemmemarked var Pregios primære konkurrent Hyundai H-1.
Pregio fandtes som 3- eller 6-personers kassevogn. Derudover fandtes der en minibusudgave med 9 eller 12 siddepladser, samt fra 1999 også med 15 siddepladser. 12- og 15-personers versionerne havde en længere akselafstand end de øvrige versioner. Motoren var Kias 2,7-liters J2-dieselmotor med 61 kW (83 hk), som gennem en femtrins manuel gearkasse overførte sin kraft til baghjulene. Dette gav den mindste karrosseriversion en topfart på 145 km/t.

## Facelift 2003
I 2003 kom der en faceliftet Pregio på markedet. Ud over en ny front med større kofanger for at kunne opfylde Euro NCAPs sikkerhedsnormer, fik modellen alt efter marked også nye motorer. Sikkerhedsudstyret omfattede nu ud over det allerede installerede ABS nu også airbags. Ud over automatisk klimaanlæg kunne modellen nu også fås med sædevarme. 2,7-liters dieselmotoren ydede nu 59 kW (80 hk) ved 4000 omdr./min. og havde et maksimalt drejningsmoment på 304 Nm ved 2400 omdr./min., eller 59 kW (80 hk) ved 4000 omdr./min. og 227 Nm ved 2400 omdr./min. i kombination med det nu tilgængelige firetrins automatgear.
Derudover fandtes den faceliftede Pregio med en 2,5-liters dieselmotor med commonrail-indsprøjtning og 69 kW (94 hk). Denne motor, kaldet JT, fandtes også i en 3,0-liters version med 63 kW (85 hk) ved 4000 omdr./min. og et maksimalt drejningsmoment på 250 Nm ved 2200 omdr./min. Begge motorer var som standard kombineret med en femtrins manuel gearkasse, mens 3,0'eren som ekstraudstyr kunne kombineres med 2,7-litersmotorens firetrins automatgear. 3,0-litersmotoren var frem for alt tilegnet minibusserne med 12 og 15 siddepladser.

## Kia Pregio i Europa 1998−2005
Mellem 1998 og 2005 markedsførtes Pregio også i Europa. På markeder med højrekørsel solgtes dog kun kassevognsudgaven. Efter faceliftet i 2003 var Pregio i Europa udstyret med 2,5-liters dieselmotoren med 69 kW (94 hk) og femtrins manuel gearkasse. I 2005 afsluttedes importen da modellen udgik. Da Kia i mellemtiden var blevet opkøbt af Hyundai Motor, havde Hyundai H-1 ingen ekstra konkurrence med efterfølgeren.